# 스니커즈 (영화)
스니커즈(Sneakers)는 미국에서 제작된 필 알덴 로빈슨 감독의 1992년 액션, 코미디, 범죄, 드라마, 미스터리, 멜로/로맨스, 스릴러 영화이다. 로버트 레드포드 등이 주연으로 출연하였고 로렌스 라스커 등이 제작에 참여하였다.

## 출연

### 주연
- 로버트 레드포드
- 시드니 포이티어
- 리버 피닉스
- 댄 애크로이드
- 매리 맥도넬
- 데이빗 스트라탄
- 벤 킹슬리

### 조연
- 조 마
- 다널 로귀
- 게리 허쉬버거
- 보디 엘프만
- 티모시 버스필드
- 에디 존스
- 타임 윈터스
- 조지 헌
- 리 갈링톤
- 엘라라이노
- 제임스 얼 존스
- 존 쉐퍼드

## 제작진
- 미술: 패트리지아 본 브랜던스타인
- 의상: 버니 폴락

## 한국어 더빙 성우진(MBC, 1997년 2월 5일)
- 양지운 - 마틴 비숍 (로버트 레드포드)
- 최성우 - 리즈 (매리 맥도넬)
- 이영달
- 황일청
- 온영삼
- 한규희
- 김용식
- 홍승옥
- 이도련
- 권혁수
- 이종혁
- 황윤걸
- 손원일
- 안지환
- 최원형
- 박조호
- 변종필
- 이영란
- 엄현정